# Marc-Louis Arlaud

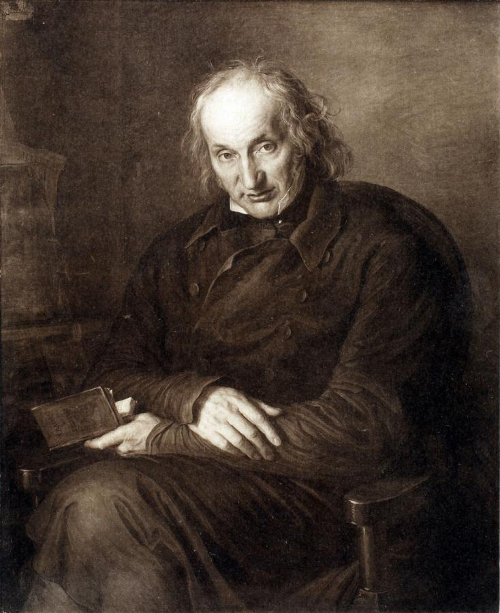
Marc-Louis Arlaud, vor 1845

Marc-Louis Arlaud (* 26. September 1772 in Orbe im Kanton Waadt; † 1. Mai 1845 in Lausanne) war ein Schweizer Porträtmaler.

## Biografie
Geboren als Sohn von Theodore und Suzanne geb. Tallichet, erhielt Arlaud den ersten Malunterricht bei seinen Cousins, den Miniaturmalern Louis Ami Arlaud-Jurine und Jérémie Arlaud in Genf. Arlaud kam im Jahre 1797 nach Paris, wo er im Studio des Miniaturisten Antoine Louis Romanet arbeitete, danach wurde er 1799 Schüler von Jacques-Louis David. Wegen eines Gedankenverbrechens gegen das Napoleon-Regime musste er 1811 Frankreich verlassen. In Lausanne öffnete er ein Studio und unterrichtete Zeichnen. Nachdem am 18. Mai 1821 in Lausanne eine Zeichenschule gegründet worden war, wurde Arlaud am 10. Dezember 1822 zum Direktor der Schule berufen und bekleidete den Posten lebenslang.

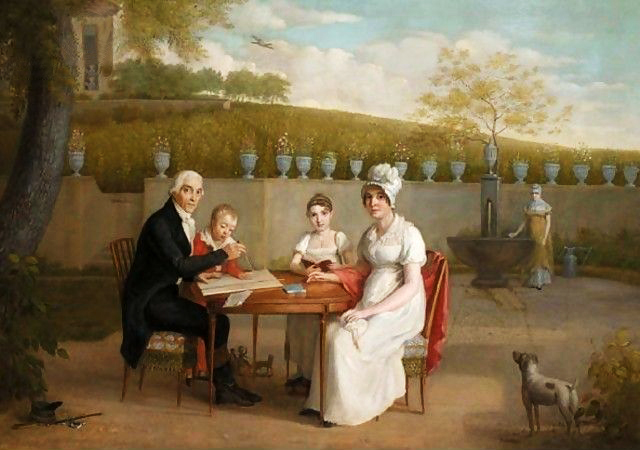
Porträt der Familie des Malers

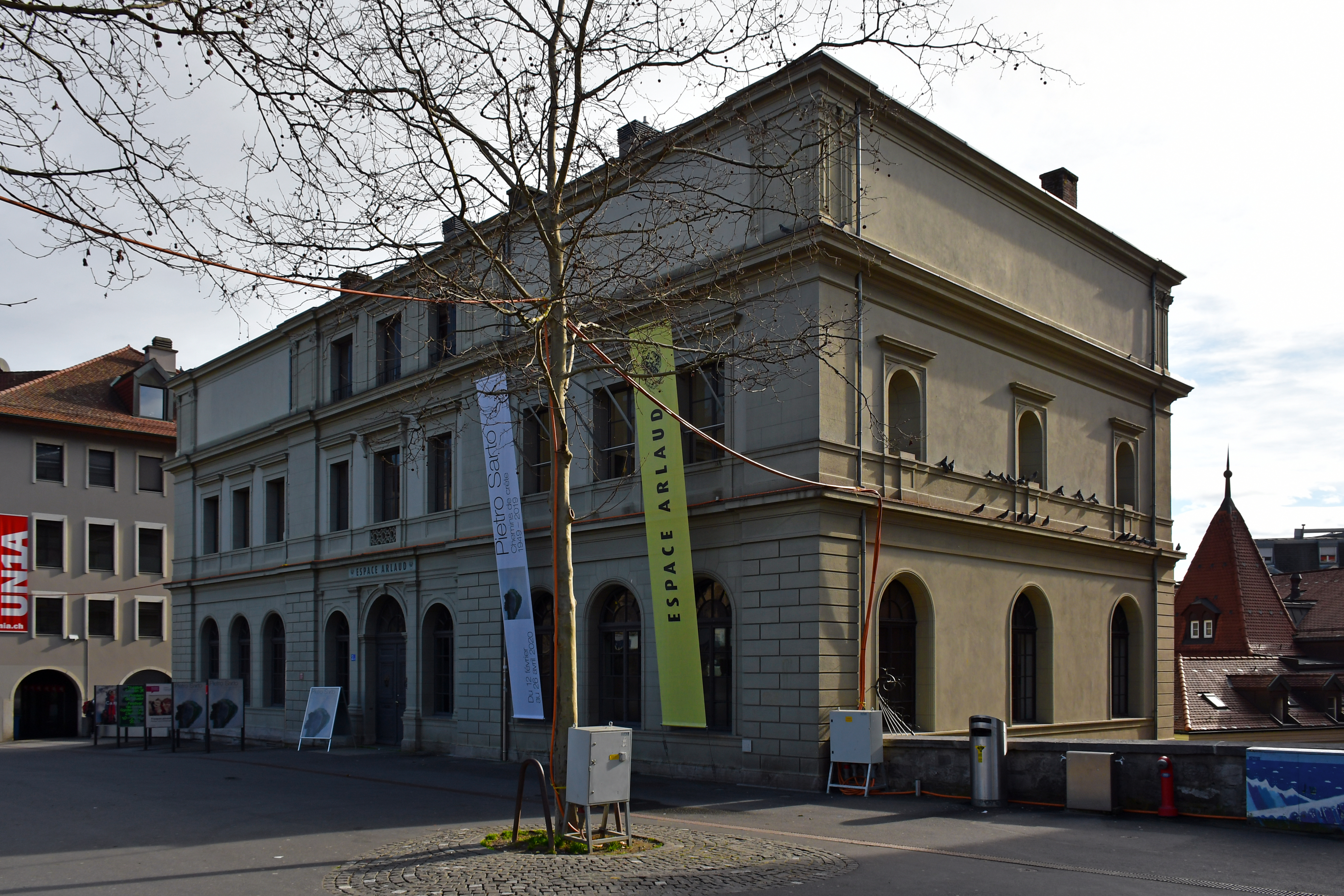
Ehemaliges Musée Arlaud, jetzt Espace Arlaud, Place de la Riponne, Lausanne

Arlaud spendete 34'000 Franken für die Errichtung eines städtischen Museums der bildenden Künste. Das am 1. Januar 1841 beim Place de la Riponne eröffnete Musée Arlaud, das spätere Musée cantonal des Beaux-Arts de Lausanne, existierte bis 1904. Marc-Louis Arlaud war Mitglied einer Freimaurerloge.